# Randy Bernsen
Randy Bernsen es un guitarrista y compositor estadounidense de jazz y jazz rock, originario de Fort Lauderdale, Florida.
Comenzó su carrera profesional a mediados de la década de 1970, tocando con grupos locales. Colaboró con la banda de jazz rock Blood, Sweat & Tears, en la gira del año 1977, donde fue segundo guitarra junto a Mike Stern, aunque tras abandonar éste el grupo, no continuó, siendo sustituido por Barry Finnerty. Asentado nuevamente en su ciudad natal, trabajó con Jaco Pastorius, Herbie Hancock, Bob James y Peter Erskine. Debutó en el disco con un sorprendente y heterodoxo álbum denominado Music for People, Planets & Washing Machines (MCA, 1986), que consiguió muy buenas críticas de las revistas Down Beat y Guitar Player. En 1987, editó Mo' Wasabi, su segundo disco, con un grupo integrado por Wayne Shorter, Michael Brecker, Marcus Miller, Steve Gadd, Toots Thielemans y Bobby Economou, entre otros, recogiendo grandes alabanzas de la prensa musical (JazzIn y USA Today, entre otros). En 1988 publicó su tercer álbum, Paradise Citizens, el último con MCA, con igual formación que el anterior pero que, sin embargo, no tuvo la misma repercusión. 
Bernsen permaneció un tiempo realizando giras por Asia y componiendo música para TV, antes de entrar en la banda de Joe Zawinul, en 1992, sustituyendo a Scott Henderson y participando en la grabación de su disco Lost Tribes. Después, ha contiuado girando con su propia banda, con la que además ha grabado 6 àlbumes, entre 2000 y 2004.